# Església vella de Sant Martí
L'església vella de Sant Martí és un edifici d'estil gòtic amb influències del renaixement situat al terme municipal de Cerdanyola del Vallès, construït entre els segles xvi i xvii. Forma part de l'Inventari del Patrimoni Arquitectònic de Catalunya.

## Descripció
És una església de planta en creu llatina, absis i dues capelles laterals a cada costat. La façana està emmarcada per un frontó amb motllures. La porta d'entrada és d'arc de mig punt i està coronada per un fris i un frontó triangular que es sustenta en columnes. A un dels costats laterals hi ha el campanar, adossat, de planta octogonal i coronat de cimbori. L'últim pis del campanar està obert i està acabat amb merlets.

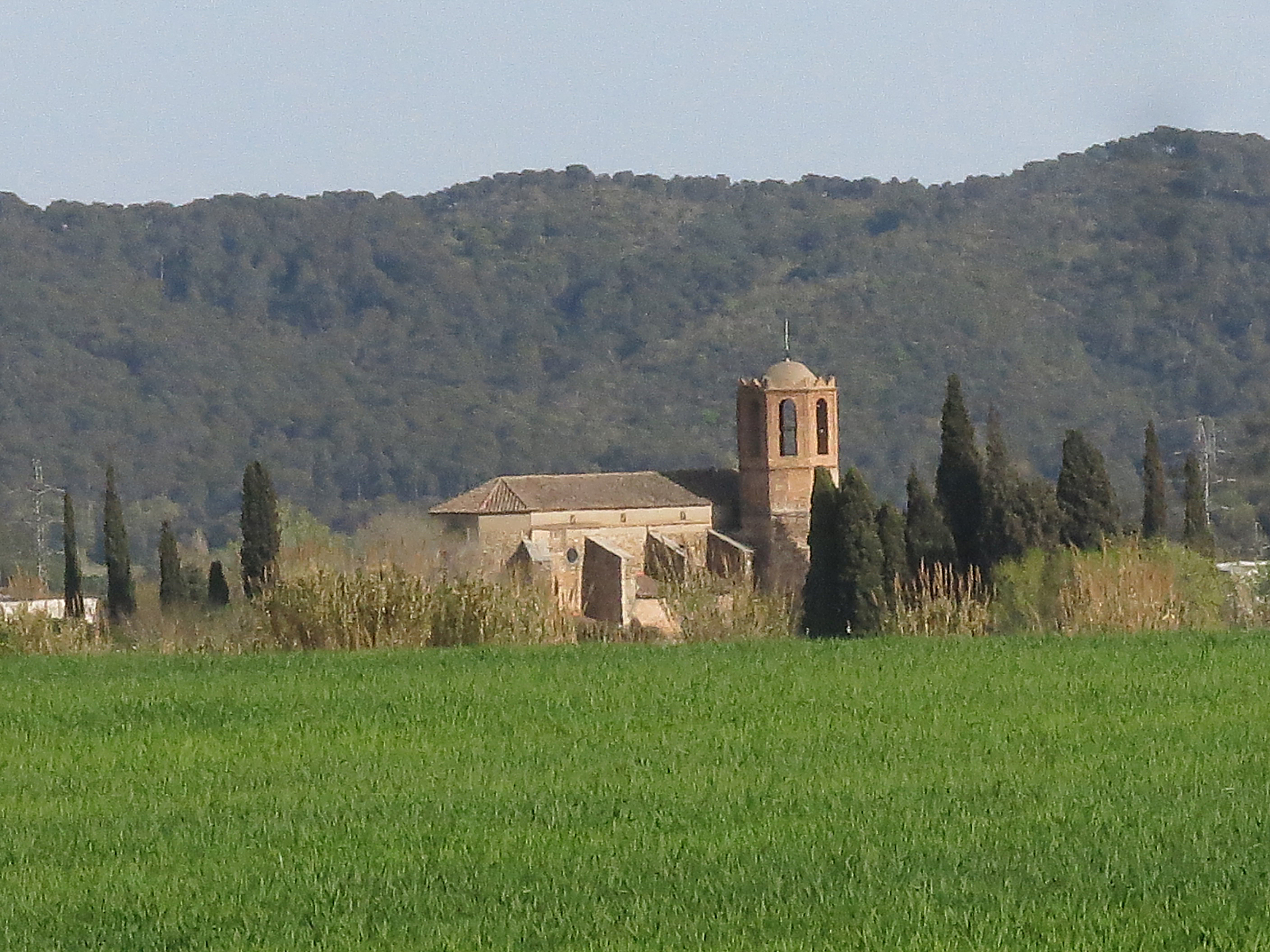
L'església vella de Sant Martí des del camí de Sant Marçal

El campanar i la nau es van reformar durant el segle xviii, cobrint l'absis amb un gran retaule barroc i canviant la decoració interior.

### Cementiri
Tot i estar documentat des del segle xvii, no s'ha trobat cap tomba anterior al segle xix. En aquest cementiri s'enterrava a les gran famílies de tradició pagesa de Cerdanyola. El cementiri té interès artístic, ja que es poden trobar algunes tombes modernistes i neoromàniques

## Història
La primera església de Cerdanyola dedicada a Sant Martí de Tours es va edificar al segle xi i es trobava al mig la serra de Collserola, prop de la masia de Can Coll. Durant segle xvi els pagesos de la zona, que vivien principalment en masos establerts a la plana del Vallès, van proposar construir una nova església a la plana, ja que la de Collserola es trobava en mal estat i quedava molt lluny dels masos, pel que es va decidir desmuntar l'església de Collserola per construir l'església Vella de Sant Martí. Es va encarregar l'obra a Pere Pomes, mestre de cases, qui va aprofitar les pedres de l'antiga església romànica per a la construcció.
Aquesta església fou edificada el 1594 degut a l'empenta donada al món rural. El poblament de Cerdanyola va córrer vers el pla on es trobaven les terres més fèrtils. Això va fer necessari el trasllat de l'església de Sant Martí a un lloc equidistant de gairebé totes les masies disperses pel terme. Aquest lloc fou establert entre el castell i el torrent dels Gorgs arran del camí de Sant Cugat. El 1795-1799 es van realitzar les obres de la sagristia i de les campanes.
Durant la guerra contra França l'edifici va patir molts desperfectes i durant la Guerra Civil espanyola va ser utilitzada com a lloc d'afusellament i enterrament per sectors incontrolats del bàndol republicà. L'església va estar en funcionament fins a principis del segle xx, quan es va deixar el culte al construir-se una nova església parroquial al centre de la vila.
El 1946 l'Ajuntament de Cerdanyola del Vallès va comprar l'església, i va enderrocar la rectoria per ampliar el cementiri municipal, i el 1990 es va trobar a la volta de sota del cor un dels conjunt de pisa i terrissa dels segles xvi i xvii més importants de Catalunya. Algunes de les peces estan exposades al museu Ca n'Ortadó. Actualment l'església es troba en fase de restauració i forma part del patrimoni del Museu de Cerdanyola.